# Matthias Ettrich
Matthias Ettrich (* 14. června 1972 v Bietigheim-Bissingen (Baden-Württemberg) v Západním Německu) je německý počítačový vědec a zakladatel projektů KDE a LyX.

## Vzdělání
Matthias navštěvoval školu v Beilsteinu. Se svými rodiči žil v Oberstenfeldu, nedaleko od místa, kde se narodil. Maturitní zkoušky složil úspěšně v roce 1991 a poté se začal věnovat studiu počítačových věd na Institutu informatiky Wilhelma Schickarda na univerzitě v Tübingenu.

## Kariéra
V současné době[kdy?] žije v Berlíně v Německu. Poté, co viděl mnoho špatných technologických možností, které vedly ke katastrofickým obchodním selháním, se v současné době[kdy?] zaměřuje na poradenství začínajícím a korporacím v oblasti digitální transformace a v řádném technickém rozhodování.

## Projekty svobodného software
Ettrich založil LyX v roce 1995, který byl původně koncipovaný jako univerzitní semestrální projekt. LyX je grafické rozhraní LaTeXu.
Jelikož hlavní cílovou platformou LyX byl Linux, začal prozkoumávat různé způsoby, jak vylepšit grafické uživatelské rozhraní, což ho nakonec přivedlo k projektu KDE. Ettrich založil projekt KDE v roce 1996, když na Usenetu navrhl „konzistentní, pěkně vypadající volné prostředí pro desktop“ (z angl. „consistent, nice looking free desktop-environment“) pro unixové systémy využívající Qt.
Dne 6. listopadu 2009 byl Ettrich vyznamenán Spolkovým křížem za zásluhy za příspěvky ke svobodnému softwaru.